# Cvijetin Mijatović

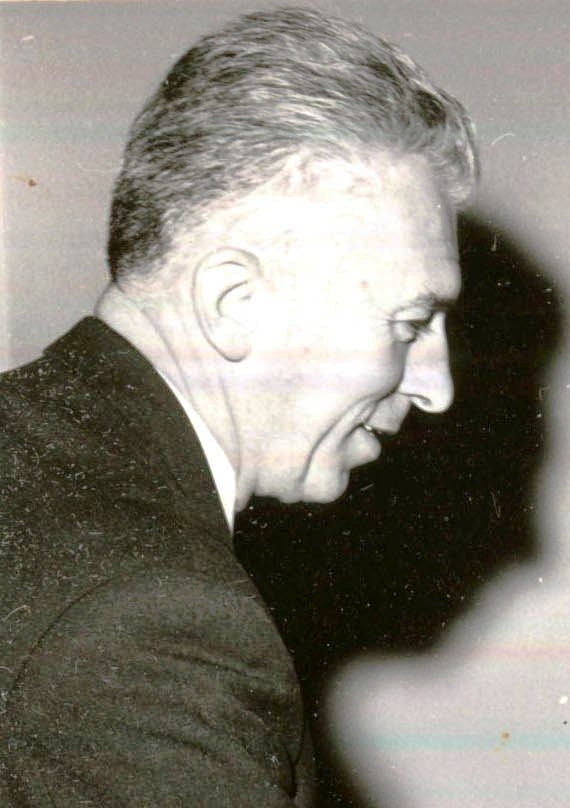
Cvijetin Mijatović (1967)

Cvijetin Mijatović (* 8. Januar 1913 in Lopare, Österreich-Ungarn; † 1993 in Belgrad, Bundesrepublik Jugoslawien) war ein jugoslawischer Politiker  des Bundes der Kommunisten Jugoslawiens (BdKJ).

## Biografie
Mijatović war zunächst von März 1967 bis 1969 Sekretär des Zentralkomitees des BdKJ der Sozialistischen Republik (SR) Bosnien und Herzegowina und damit Parteichef der Teilrepublik. 1970 wurde er als Vertreter Bosniens Mitglied des Präsidiums der Sozialistischen Föderativen Republik Jugoslawien (SFRJ) und gehörte diesem Gremium bis 1984 an.
Vom 15. Mai 1980 bis zum 15. Mai 1981 war er Vorsitzender des Präsidiums und nominell Staatspräsident der SFRJ. Nachfolger in diesem Amt wurde Sergej Kraigher.